# グラニテ
グラニテ（仏: Granité）は、フランス料理のコースにおいて供されるシャーベット状の氷菓である。本来、コースの中で肉料理とローストの間（現代では簡略化され、魚料理と肉料理の間に供されることも多い）の口直しを目的として供されるものを指していう。コースの最後にデザートとして供されるものを指していうこともある。
意味はフランス語で「ざらざらした」。その名の通り、ソルベと比べて氷の粒が粗く、シャリシャリとした食感が特徴である。口直し目的のグラニテは、デザートとして供されるソルベよりも糖度が低い。

## 作り方
シェフによってさまざまなバリエーションがあり、リキュールなどのアルコール類が加えてあるもの、柑橘系などのフルーツを用いたもの、また、トマトなどの野菜で作られたものなどがある。例としては、グレープフルーツのグラニテ、キウイとキュウリのグラニテなどを挙げることができる。

## グラニータ

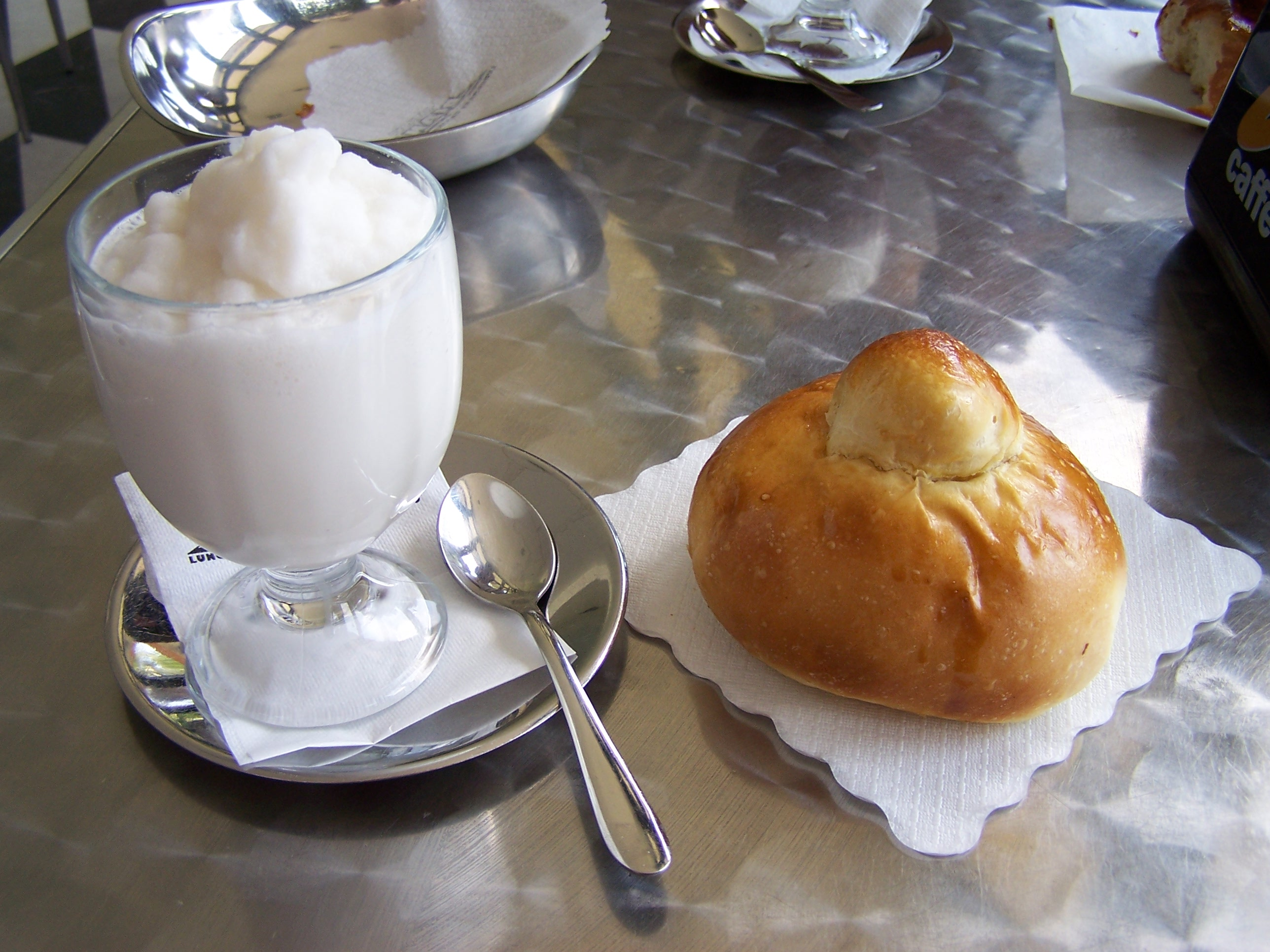
ブリオッシュを添えたシチリアのグラニータ

グラニテはシチリア発祥の氷菓「グラニータ（グラニタ）」（伊: Granita）をもとにしている。また、ローマ地方ではグラニータを「グラッタケッカ（Grattachecca）」と呼ぶ。グラニータはシロップやジュースを混ぜ加えて冷凍させるのに対して、グラッタケッカは氷の塊を削り、味を加えたものであり日本のかき氷に似ている。
シチリアでは、昔からレモン、マンダリンオレンジ、ジャスミン、コーヒー、アーモンド、ミント、イチゴ、クワの実などのグラニータの人気が高い。好まれる氷の粒の大きさには地方によって差異がある。グラニータにはブリオッシュを添えて食べる習慣があり、横半分に切ったブリオッシュにはさんで食べたり、夏期はグラニータとブリオッシュを朝食とすることもある。